# Гнилое (Воронежская область)
Гнилое — село в Острогожском районе Воронежской области.
Административный центр Гниловского сельского поселения.

## География

### Улицы
| - ул. Дорожная - ул. Железнодорожная - ул. Зеленая - ул. Культурная - ул. Ленина - ул. Луговая - ул. Мира - ул. Молодежная - ул. Московская | - ул. Новая - ул. Овражная - ул. Прилужная - ул. Речная - ул. Садовая - ул. Совхозная - ул. Солнечная - ул. Тенистая - ул. Школьная |

## История
Поселение Гнилое возникло в конце XVII века, название оно получило от находившегося рядом Гниловища — так называли в старину места, где в результате существования родников образовалось постоянно мокрое обширное место. Первыми поселенцами были казаки Острогожского казачьего полка, жившие до этого в пригородных слободах Пески и Новая Сотня.
По переписи населения Острогожского уезда (1765 год) население Гнилого составляло 388 человек, в том числе 206 мужчин и 182 женщины. В 1880 году в Гнилом уже жило 1123 человека, в том числе 540 мужчин и 583 женщины. В 1890 году центр волости был переведен из Дальней Полубянки в Гнилое и волость стала называться Гниловской. К началу XX века на территории Гниловской волости было 87 ветряных, 2 водяных и 1 конная мельницы, 8 кирпичных заводов, 1 маслобойка, 1 крупорушка, 1 сукновальня, 9 кузниц, 3 казённых винных лавки и 35 торговых лавок.

## Население
| 1859 | 1897  | 2000 | 2005 | 2010  |
| ---- | ----- | ---- | ---- | ----- |
| 1413 | ↘1328 | ↘912 | ↗973 | ↗1028 |

## Инфраструктура
В селе имеется общеобразовательная школа.